# Романовка (Чишминский район)
Романовка (баш. Романовка) — село в Чишминском районе Республики Башкортостан Российской Федерации. Входит в состав Чувалкиповского сельсовета.

## География

### Географическое положение
Расположено в южной части района, на левом берегу реки Теперишка. Расстояние до:
- районного центра (Чишмы): 46 км,
- центра сельсовета (Чувалкипово): 8 км,
- ближайшей ж/д станции (Шингак-Куль): 19 км.

## История
Обозначено на плане Генерального межевания Уфимского уезда Оренбургской губернии конца XVIII — начала XIX века как деревня Николаева.
В конце 1865 года зафиксировано как село Никольское (Романовка) 1-го стана Уфимского уезда Уфимской губернии при речке Тепярише. Имелись две православные церкви (одна из них — новопостроенная на средства помещика С. Н. Фёдорова Никольская деревянная церковь), училище, кирпичный завод и водяная мельница. Жители занимались сельским хозяйством, плотничеством и пилкой леса.
В 1895 году — село Никольское (Романовка) Осоргинской волости VI стана Уфимского уезда, при реке Теперише. Имелись церковь, церковно-приходская школа, хлебозапасный магазин, бакалейная и винная лавки. По описанию, данному в «Оценочно-статистических материалах», село Никольское находилось по ровному возвышенному месту с небольшим склоном на юг, посередине надела с запада на восток протекала речка Чувалка, пересыхающая в сухие годы; на севере надела находилось два болота. В последнее время пашня увеличилась за счёт степи. Поля были при селении, по лёгкому скату с запада на восток. Почва была разнокачественной — наполовину солончак, на треть — чернозём с примесью глины, на одну шестую — чистый чернозём. В полях было три больших оврага и много маленьких. У трёх домохозяев имелось около 30 колод пчёл. В 1904 году село отошло к вновь образованной Абраевской волости. В 1905 году в селе Романовка зафиксированы церковь, церковно-приходская школа, бакалейная лавка и хлебозапасный магазин.
По данным подворной переписи, проведённой в уезде в 1912—13 годах, село Романовка (Никольское) входило в состав Романовского сельского общества Абраевской волости. Количество надельной земли составляло 1064 десятины, в том числе 917 десятин пашни и залежи, 40 десятин сенокоса, 18 — выгона, 26 десятин усадебной земли и 63 — неудобной земли; также 9 хозяйств купили товариществом и единолично 119 десятин земли (всего 81,10 десятин сдано в аренду 27 хозяйствами), также 43 хозяйства арендовали единолично у крестьян 150,29 десятин. Посевная площадь составляла 736,12 десятин, из неё 342,55 десятин занимала рожь, 159,90 — пшеница, 87,71 десятин — горох, 58,89 — овёс, 45,33 — просо, 26,58 — полба, 9,62 — греча, 5,47 — картофель и 0,07 десятин — конопля. Из скота имелись 179 лошадей, 241 голова крупного рогатого скота, 707 овец и 123 свиньи, также 4 хозяйства держали 7 ульев пчёл. 19 человек занимались промыслами.
После укрупнения волостей в 1923 году деревня входила в состав Абраевской волости Уфимского кантона Башкирской АССР. 20 августа 1930 года произошло районирование Башкирской АССР, и деревня вошла в состав Чишминского района. По переписи 1939 года — деревня, центр Романовского сельсовета Чишминского района. По данным 1952 года — вновь село, центр того же сельсовета.
По переписи 1959 года Романовка — село Старомусинского сельсовета. По переписи 1970 года и далее — в составе Чувалкиповского сельсовета Чишминского района. В 1980-х годах село входило в состав колхоза «Урал».

## Население
| Год     | Методика              | Жителей | Мужчин | Женщин | Дворов | Преобладающие национальности/сословия | Источники            |
| ------- | --------------------- | ------- | ------ | ------ | ------ | ------------------------------------- | -------------------- |
| 1865    | текущий учёт          | 441     | 216    | 225    | 81     | все русские                           | [ 6 ]                |
| 1895    | текущий учёт          | 516     | 246    | 270    | 67     | н/д                                   | [ 7 ]                |
| 1897    | перепись              | 574     | 274    | 300    | н/д    | 568 православных                      | [ 18 ]               |
| 1902    | сведения земства      | н/д     | 258    | н/д    | 96     | бывшие помещичьи крестьяне            | [ 19 ]               |
| 1905    | текущий учёт          | 545     | 262    | 283    | 96     | н/д                                   | [ 9 ]                |
| 1912—13 | подворная перепись    | 517     | 242    | 275    | 90     | бывшие помещичьи крестьяне из русских | [ 11 ]               |
| 1917    | с/х перепись          | 585     | н/д    | н/д    | 96     | все русские                           | [ 20 ] [ 10 ]        |
| 1920    | перепись              | 548     | 223    | 325    | 101    | н/д                                   | [ 12 ]               |
| 1920    | перепись              | 578     | н/д    | н/д    | 102    | все русские                           | [ 21 ]               |
| 1925    | подготовка к переписи | н/д     | н/д    | н/д    | 94     | н/д                                   | [ 12 ]               |
| 1939    | перепись              | 482     | 217    | 265    | н/д    | н/д                                   | [ 14 ]               |
| 1959    | перепись              | 143     | 57     | 86     | н/д    | русские                               | [ 16 ] [ 22 ]        |
| 1970    | перепись              | 119     | 51     | 68     | н/д    | русские                               | [ 17 ] [ 23 ]        |
| 1979    | перепись              | 48      | 20     | 28     | н/д    | русские                               | [ 24 ] [ 25 ]        |
| 1989    | перепись              | 26      | 10     | 16     | н/д    | русские                               | [ 26 ] [ 27 ] [ 28 ] |
| 2002    | перепись              | 20      | 13     | 7      | н/д    | русские (90 %)                        | [ 27 ] [ 29 ]        |
| 2010    | перепись              | 8       | 5      | 3      | н/д    | н/д                                   | [ 30 ]               |
| 2021    | перепись              | 2       | н/д    | н/д    | н/д    | 1 русский и 1 татарин                 | [ 31 ]               |

## Инфраструктура
По состоянию на конец 2017 года жилая застройка состояла из 16 домов усадебного типа общей площадью 552,7 м². Объекты культурно-бытового назначения отсутствуют, централизованное водоснабжение также отсутствует. К северу от села имеется кладбище площадью 1,06 га и заполненностью 50 %. До села идёт грунтовая дорога от центра сельсовета (села Чувалкипово) протяжённостью 5,8 км. Протяжённость уличной сети составляет 1,6 км. Есть летний лагерь для сельскохозяйственных животных.

### Комментарии
1. ↑  По официальным данным переписи.
2. ↑  По данным современного подсчёта по сохранившимся подворным карточкам.
3. ↑  Оба используют русский и татарский языки.